# Franz-Siegel-Halle
La Franz-Siegel-Halle est une patinoire située à Fribourg-en-Brisgau en Allemagne. 

## Description
Elle ouvre au début des années 1970.
La patinoire accueille notamment l'équipe de hockey sur glace des Wölfe Freiburg de l'Oberliga. La patinoire a une capacité de 5 800 spectateurs.